# الجبار 42

الجبار 42 (بالإنجليزية: 42 Orions)‏ ويٌسمّى أيضاً "c Orions" هو نجم مضاعف يقع في كوكبة الجبار، وهو أحد نجوم سيف الجبار الثلاثة ويقع في أعلى السيف (والجرمان الآخران في السيف والذين يقعان أسفله هما سديم الجبار ونير السيف). يتراوح قدره الظاهري من 5.5 إلى 8.5 وبُعده يُقارب 240 سنة ضوئية، وينتمي طيفه إلى نوع "B2". ويبلغ مطلعه المستقيم 05:33.4 وميله -04:50.
تبلغ حركته الخاصة للمطلع المستقيم 4.29 م.ث.ق/س، وللميل -7.15 م.ث.ق/س. وسرعته الشعاعية تعادل +30 كم/ث (أي أنها انزياح نحو الأحمر). ومن أرقامه الفهرسية الأخرى: "HIP 26237" و"HD 37018".